# Coreura hampsoni
Coreura hampsoni är en fjärilsart som beskrevs av Paul Dognin 1898. Coreura hampsoni ingår i släktet Coreura och familjen björnspinnare. Inga underarter finns listade i Catalogue of Life.